# Michael F. Holick
Michael F. Holick (15 de fevereiro de 1946) é um endocrinologista e bioquímico estadunidense, considerado atualmente a maior autoridade do mundo em vitamina D.

## Biografia e carreira
Michael nasceu em 15 de fevereiro de 1946. Professor de medicina, fisiologia e biofísica, foi diplomado na American Board of Internal Medicine, membro do American College of Nutrition, da Academia Americana de Dermatologia e da Associação Americana de Médicos, além de diretor da Bone Health Care Clinic e do Heliotherapy, Light e Skin Research Center no Boston University Medical Center.
Foi pioneiro ao identificar a principal forma circulante da vitamina D no sangue humano, a 25-hidroxivitamina D3. Em seguida, ele isolou e identificou a forma ativa de vitamina D como 1,25-dihidroxivitamina D3, determinando o mecanismo de como ela é sintetizada na pele e demonstrando os efeitos do envelhecimento, obesidade, latitude, mudança sazonal, uso de protetor solar, pigmentação da pele e roupas neste processo cutâneo vital. 
Holick é também detentor de inúmeros prêmios e honras, dentre elas prêmios da American Association for Clinical Chemistry, da American College of Nutrition, dentre outras instituições. Recebeu também os prêmios Psoriasis Research Achievement da American Skin Association, o Robert H. Herman Award da American Society for Clinical Nutrition, dentre outros.